# Per Bergerud
Per Bergerud (Flesberg, 28 giugno 1956) è un ex saltatore con gli sci norvegese.

## Biografia
Nato a Svene di Flesberg, debuttò in campo internazionale in occasione della tappa del Torneo dei quattro trampolini di Oberstdorf del 29 dicembre 1974 (31°). Partecipò alla gara a squadre sperimentale ai Mondiali di Lahti 1978, nella quale il quartetto norvegese - composto anche da Rune Hauge, Tom Levorstad e Roger Ruud - si classificò terzo.
In Coppa del Mondo esordì il 30 dicembre 1979 a Oberstdorf (8°) e ottenne la prima vittoria, nonché primo podio, il 2 marzo 1980 a Vikersund.
In carriera prese parte a tre edizioni dei Giochi olimpici invernali, Innsbruck 1976 (43° nel trampolino normale, 26° nel trampolino lungo), Lake Placid 1980 (18° nel trampolino normale, 16° nel trampolino lungo) e Sarajevo 1984 (46° nel trampolino normale), e a tre dei Campionati mondiali, vincendo tre medaglie.

## Palmarès

### Mondiali
- 3 medaglie:
  - 2 ori (gara a squadre a Oslo 1982; trampolino lungo a Seefeld in Tirol 1985)
  - 1 bronzo (trampolino normale a Seefeld in Tirol 1985)

### Coppa del Mondo
- Miglior piazzamento in classifica generale: 5º nel 1983
- 15 podi (tutti individuali):
  - 4 vittorie
  - 5 secondi posti
  - 6 terzi posti

#### Coppa del Mondo - vittorie
| Data            | Località  | Nazione  | Trampolino                |
| --------------- | --------- | -------- | ------------------------- |
| 2 marzo 1980    | Vikersund | Norvegia | Vikersundbakken K155      |
| 25 gennaio 1981 | Engelberg | Svizzera | Gross-Titlis-Schanze K116 |
| 3 gennaio 1982  | Innsbruck | Austria  | Bergisel K106             |
| 30 gennaio 1983 | Engelberg | Svizzera | Gross-Titlis-Schanze K116 |

### Torneo dei quattro trampolini
- 6 podi di tappa[2]:
  - 2 vittorie
  - 3 secondi posti
  - 1 terzi posti

#### Torneo dei quattro trampolini - vittorie di tappa
| Data           | Località  | Nazione | Trampolino    |
| -------------- | --------- | ------- | ------------- |
| 4 gennaio 1976 | Innsbruck | Austria | Bergisel      |
| 3 gennaio 1982 | Innsbruck | Austria | Bergisel K106 |

## Riconoscimenti
- Medaglia Holmenkollen nel 1985